# Естонські монети євро
Естонські монети євро — грошові знаки Естонії, введені в обіг 1 січня 2011 року. На національній стороні монет як відмітних знаків розташовується карта Естонії в сучасних межах, 12 зірок, назва країни естонською мовою (Eesti) та рік випуску монети.
Вперше інформування населення під час переходу на євро ведеться двома мовами: естонською та російською.

## Стартовий комплект

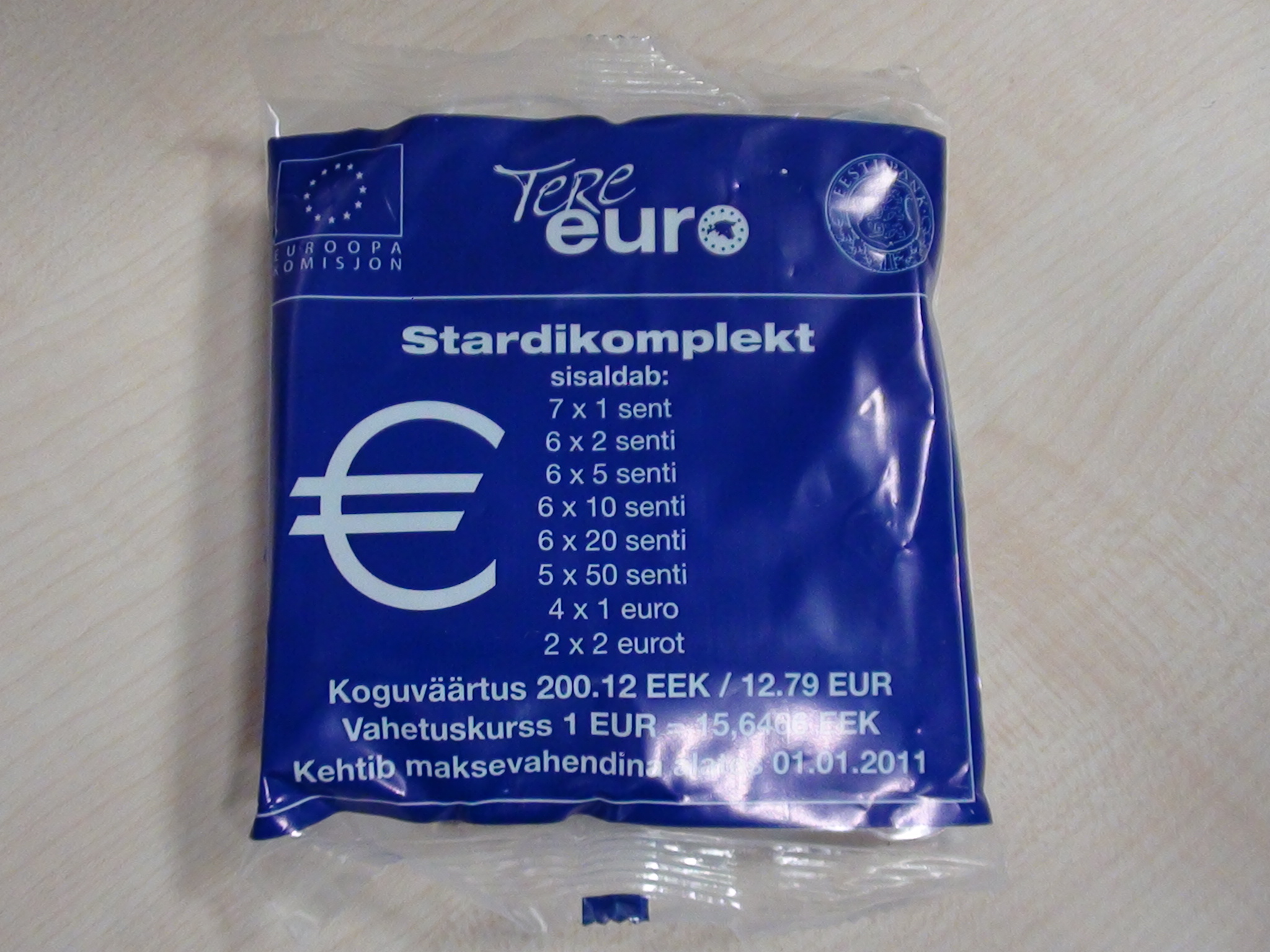
Стартовий комплект естонських євромонет в упаковці

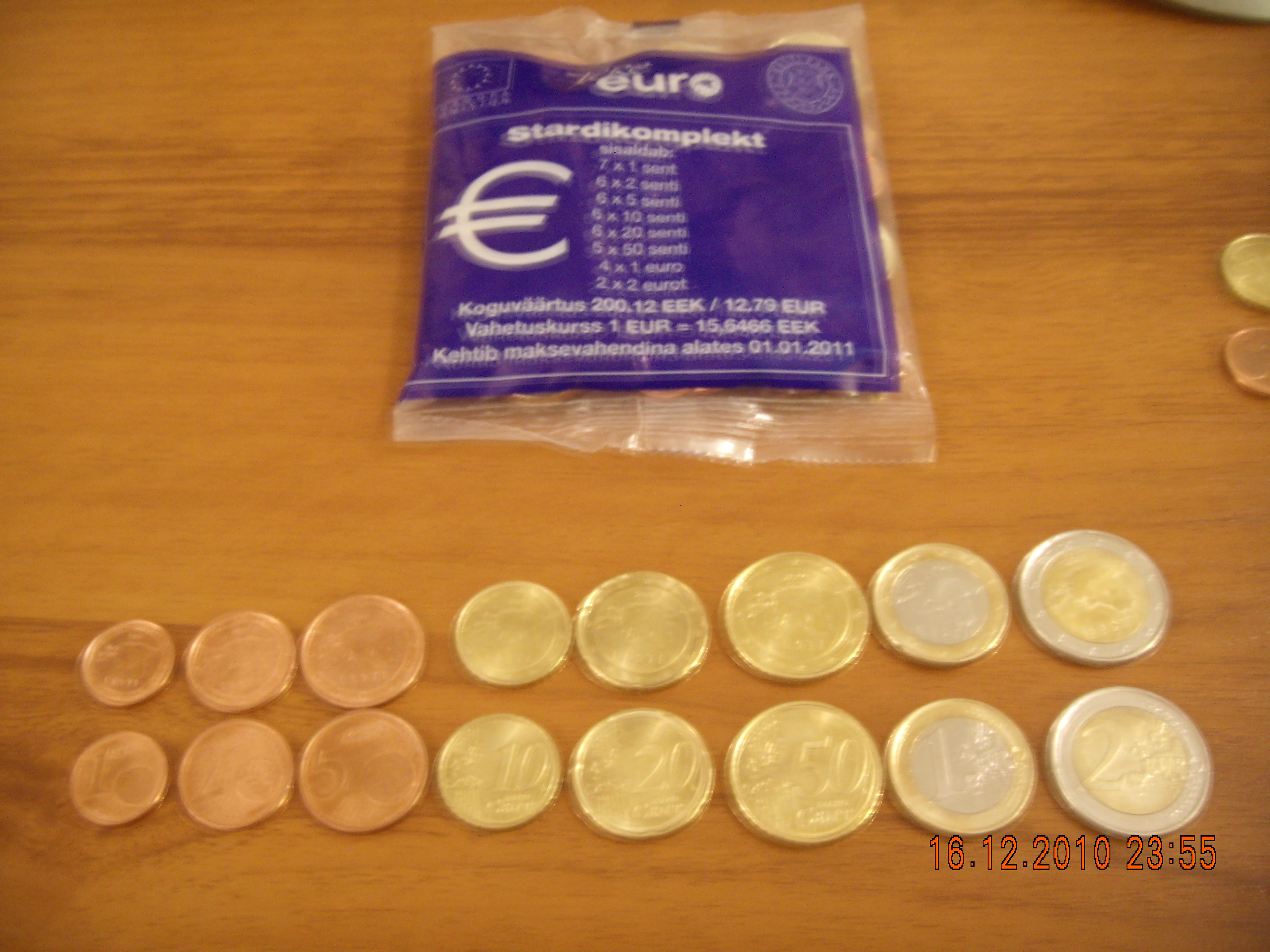
Стартовий комплект естонських євромонет

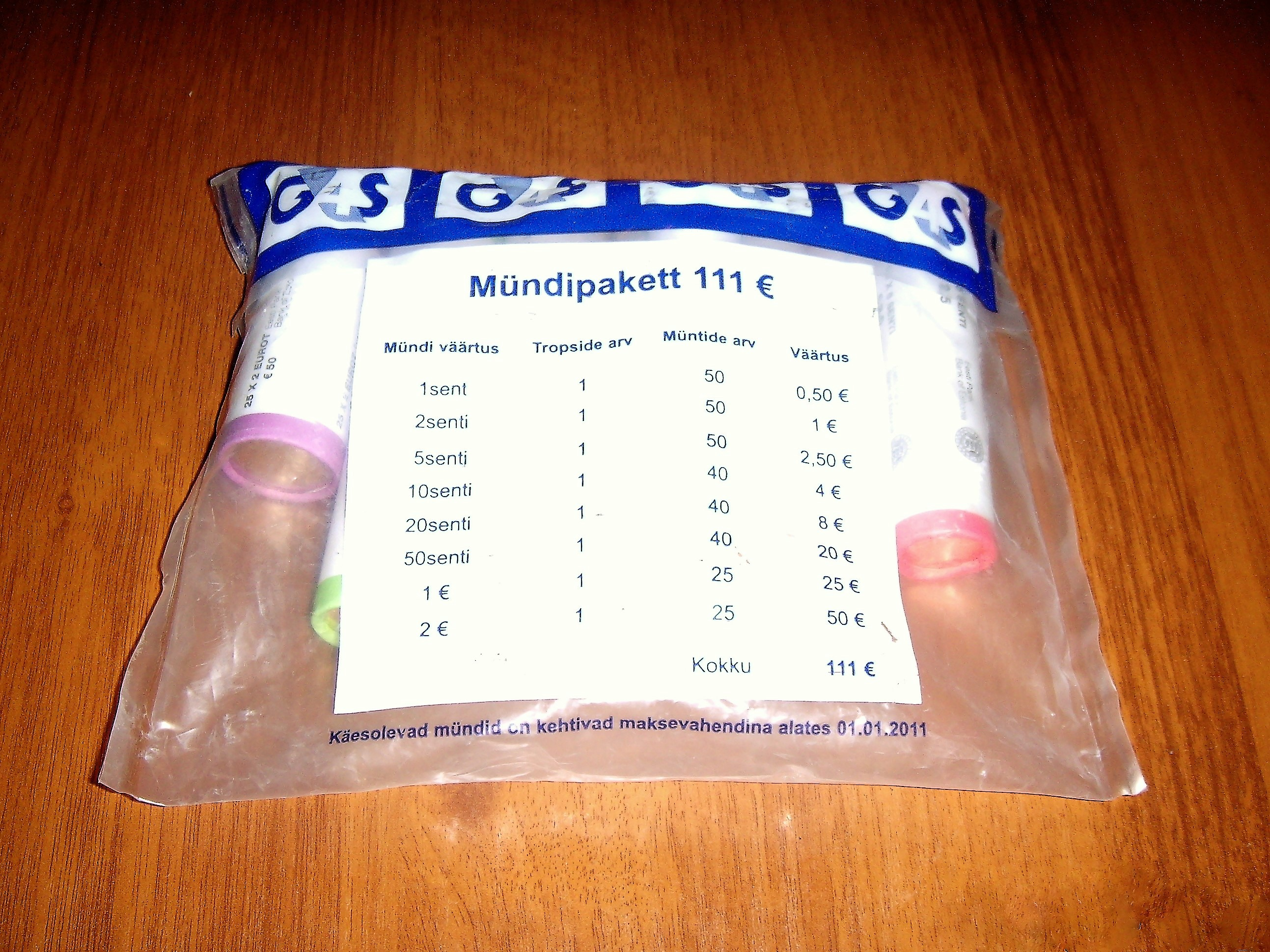
Стартовий комплект естонських євромонет для підприємства (111 євро) в упаковці

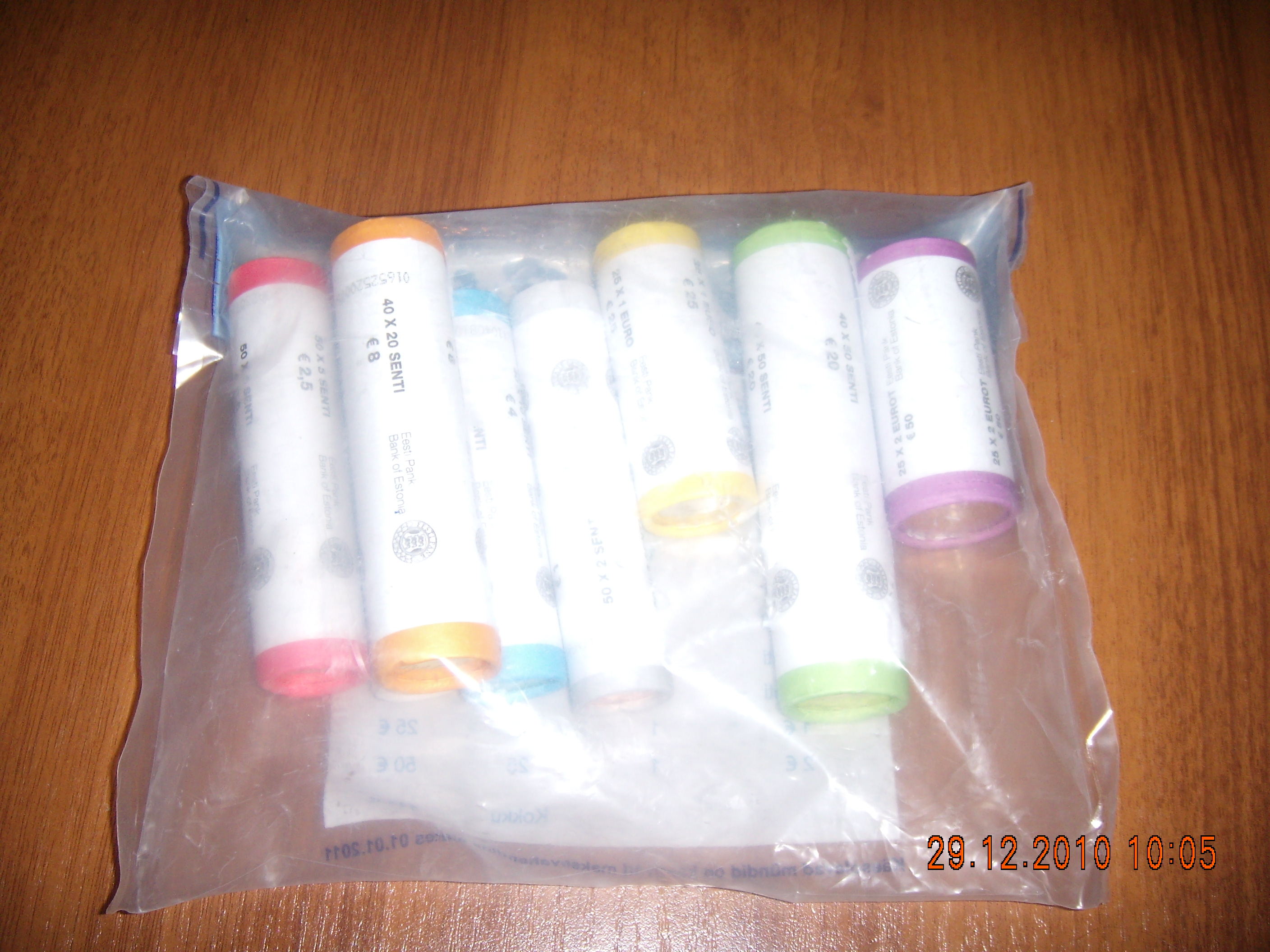
Зворотний бік стартового комплекту естонських євромонет для підприємства (111 євро) в упаковці

З 1 грудня 2010 року всі приватні особи можуть придбати стартові комплекти естонських євро монет за 200 крон. Комплект містить монети на 12,79 євро (200,12 крон). Вони продаються в усіх банківських конторах і поштових відділеннях до 31 грудня 2010 коду. Усього випущено 600 000 примірників.
У комплекті 42 монети:
- 1 цент — 7 монет;
- 2 центи — 6 монет;
- 5 центів — 6 монет;
- 10 центів — 6 монет;
- 20 центів — 6 монет;
- 50 центів — 5 монет;
- 1 євро — 4 монети;
- 2 євро — 2 монети;
- 1 жетон безпеки, який підтверджує справжність комплекту.

Для підприємств випущено 2 комплекти євромонет: на 111 євро і 198 євро. Їх можна замовити до 20 грудня 2010

Комплект 111 євро містить монети:
- 1 цент — 50 монет (1 ролик);
- 2 центи — 50 монет (1 ролик);
- 5 центів — 50 монет (1 ролик);
- 10 центів — 40 монет (1 ролик);
- 20 центів — 40 монет (1 ролик);
- 50 центів — 40 монет (1 ролик);
- 1 євро — 25 монети (1 ролик);
- 2 євро — 25 монети (1 ролик).

Комплект 198 євро містить монети:
- 1 цент — 100 монет (2 ролика);
- 2 центи — 100 монет (2 ролика);
- 5 центів — 100 монет (2 ролика);
- 10 центів — 120 монет (3 ролика);
- 20 центів — 40 монет (1 ролик);
- 50 центів — 40 монет (1 ролик);
- 1 євро — 50 монети (2 ролика);
- 2 євро — 50 монети (2 ролика).

## Дизайн національного боку
| 0,01 € | 0,02 € | 0,05 €                    |
| ------ | ------ | ------------------------- |
|        |        |                           |
| 0,10 € | 0,20 € | 0,50 €                    |
|        |        |                           |
| 1,00 € | 2,00 € | По краю двоєврової монети |
|        |        | Повторюється слово EESTI  |